# Palpares stuhlmanni
Palpares stuhlmanni is een insect uit de familie van de mierenleeuwen (Myrmeleontidae), die tot de orde netvleugeligen (Neuroptera) behoort. 
Palpares stuhlmanni is voor het eerst wetenschappelijk beschreven door Kolbe in 1897.